# Jothochilus undulatus
Jothochilus undulatus är en skalbaggsart som beskrevs av Hermann Julius Kolbe 1892. Jothochilus undulatus ingår i släktet Jothochilus och familjen Cetoniidae. Inga underarter finns listade i Catalogue of Life.